# Baccharis megapotamica
Baccharis megapotamica là một loài thực vật có hoa trong họ Cúc. Loài này được Spreng. mô tả khoa học đầu tiên năm 1826.